# Гладстон – Меріборо
Гладстон — Меріборо (Gladstone — Maryborough) — газопровід, що живить ряд прибережних районів австралійського штату Квінсленд. Офіційно відомий як Wide Bay Pipeline.
Трубопровід, що став до ладу в 2000 році, має довжину 274 кілометри, діаметр 114 мм та пропускну здатність 0,08 млн м3 на добу.
У 2017-му ввели в дію відгалуження до порту Бандаберг, яке, зокрема, постачає блакитне паливо для заводу гіпсокартону, спорудженого компанією Knauf.
Джерелом ресурсу виступає газопровід Валлумбілла — Гладстон.